# Minipočítač

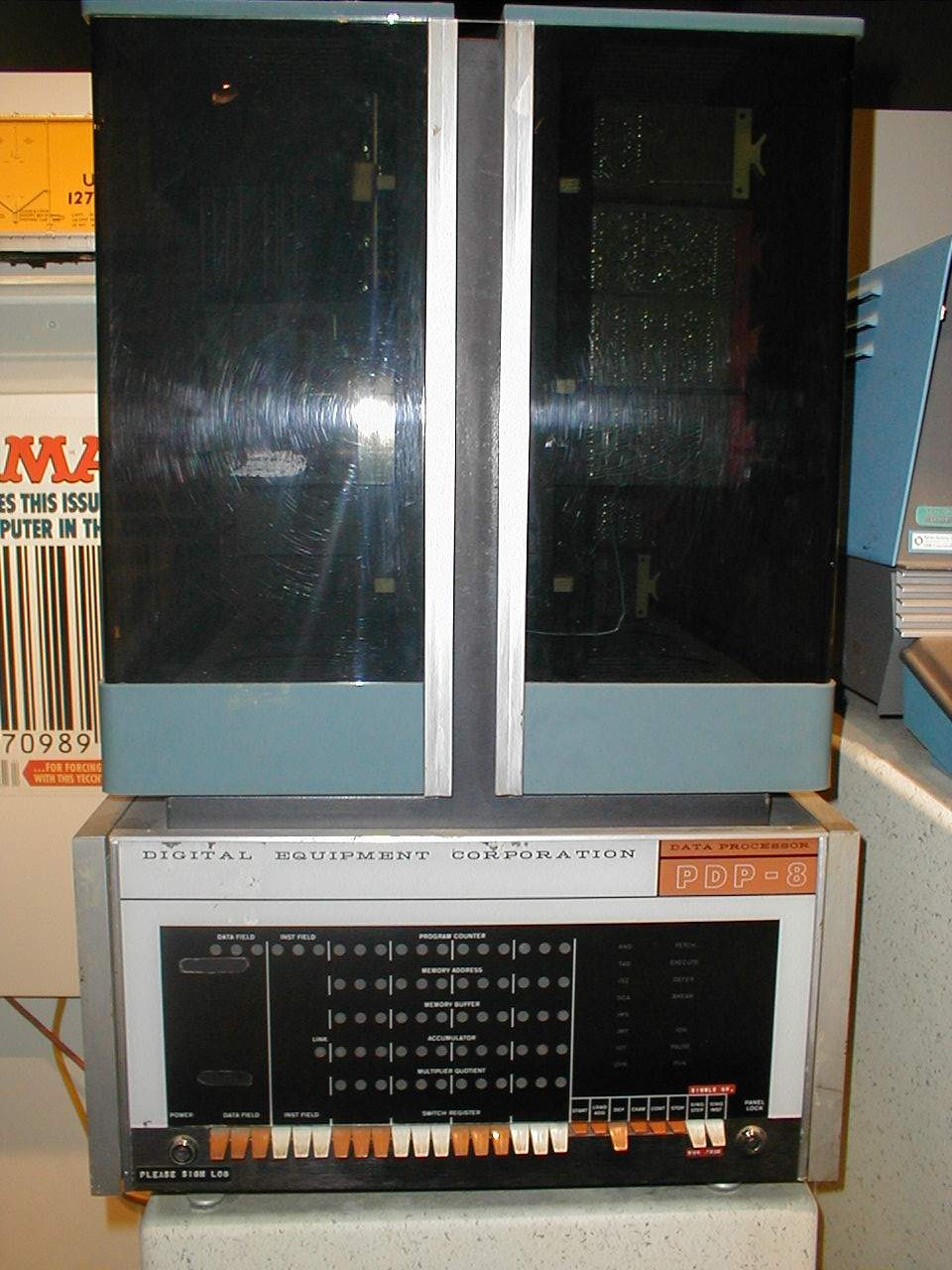
První generace počítače PDP-8 firmy Digital Equipment Corporation (DEC) v Národním muzeu americké historie

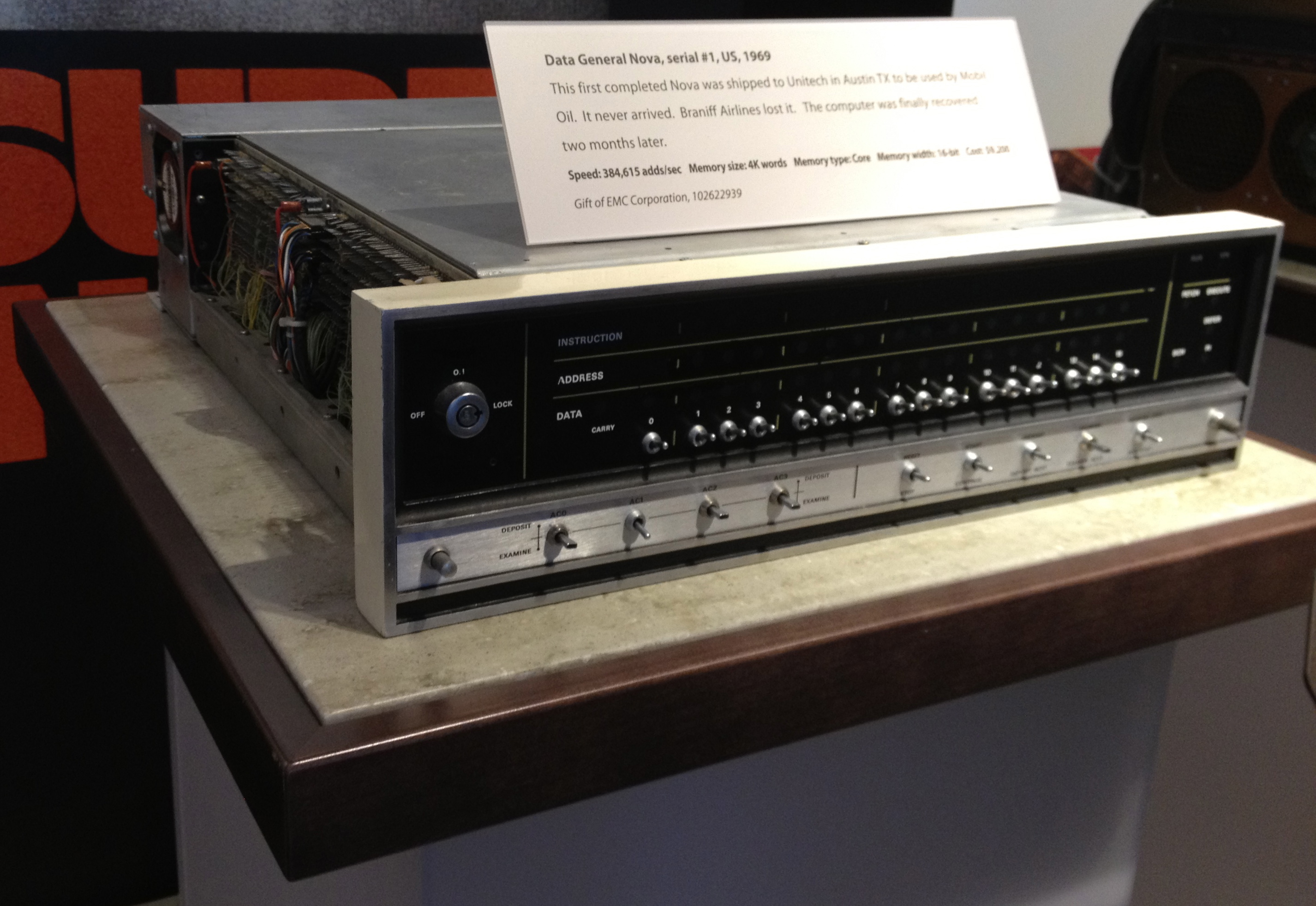
Data General Nova, se sériovým číslem 1, první 16bitový minipočítač, vystavený v Muzeu počítačové historie v Kalifornii

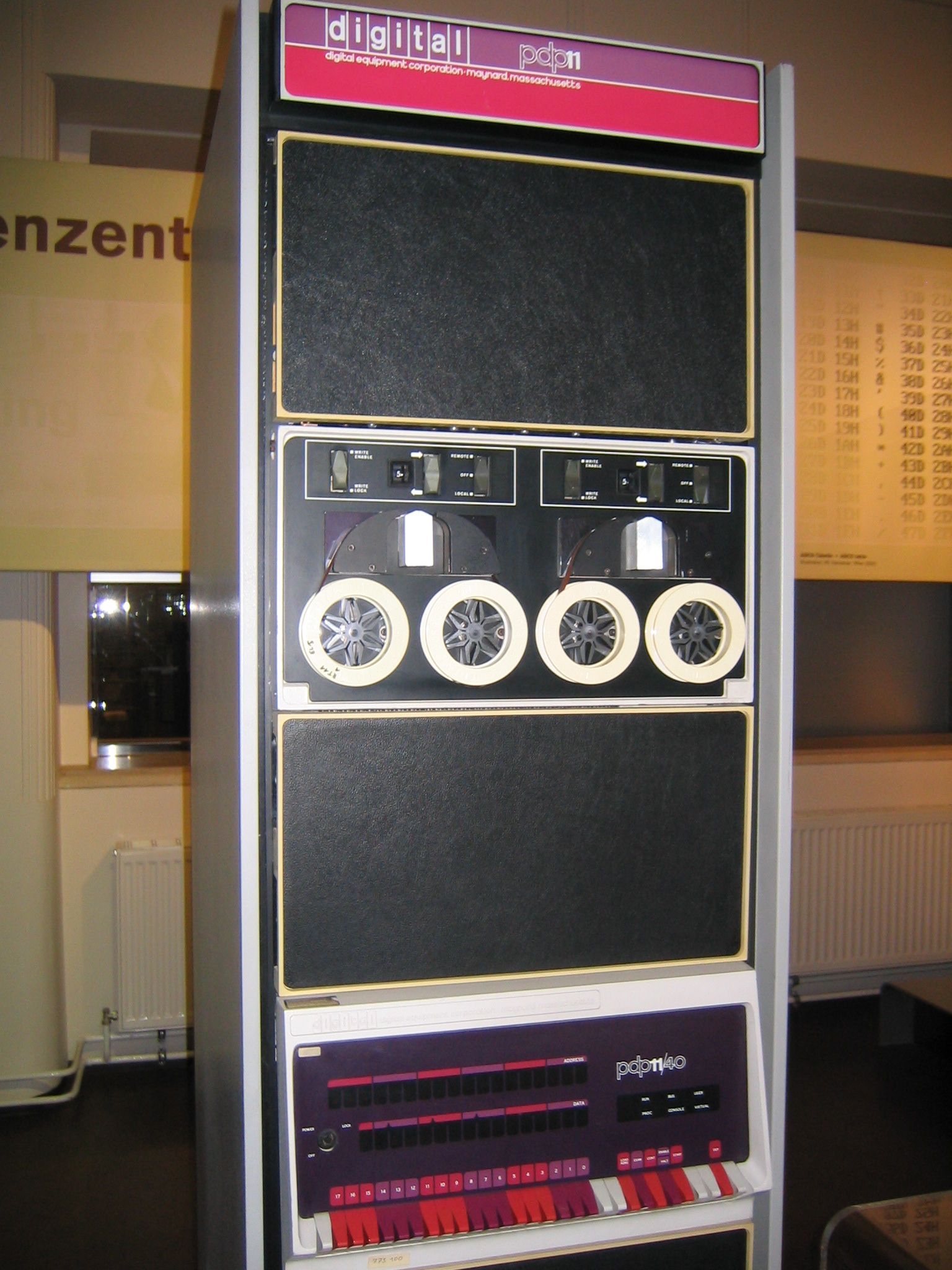
Počítač PDP-11 model 40, raný člen 16bitové minipočítačové rodiny firmy DEC, vystavený v Technickém muzeu ve Vídni

Minipočítač (anglicky minicomputer) je označení používané pro menší počítače, které se objevily v polovině 60. let 20. století a které se prodávaly za mnohem menší cenu než mainframy a počítače střední velikosti firmy IBM a jejích přímých konkurentů. Průzkum, který uskutečnil list New York Times v roce 1970, dospěl k definici, že minipočítač je stroj s cenou méně než 25 000 USD, s pamětí o kapacitě alespoň 4K slov a se vstupně-výstupním zařízení jako je dálnopis, který je schopen zpracovávat programy ve vyšším programovacím jazyce, jako je Fortran nebo BASIC. Minipočítače tvořily zvláštní skupinu s vlastní softwarovou architekturou a operačními systémy. Nepoužívaly se pro hromadné zpracování dat nebo složité numerické výpočty, ale pro obsluhu přístrojového vybavení, řízení, mezilidskou interakci, jako komunikační routery nebo pro přípravu dat pro větší počítače. Často byly prodávány se speciálními aplikacemi pro koncové zákazníky prostřednictvím OEM výrobců. Během dvou desetiletí existence minipočítačů (1965–1985) se na tomto poli objevilo téměř 100 společností, ale přežila jich necelá desítka.
Po příchodu jednočipových procesorů, z nichž první byl Intel 4004 v roce 1971, se termín „minipočítač“ začal používat pro stroje, který leží mezi mikropočítači a nejmenšími mainframy. Po roce 2000 se termín „minipočítač“ příliš nepoužívá; funkci minipočítačů převzaly pracovní stanice a menší servery s procesory SPARC, PowerPC a Itanium firem jako Oracle, IBM a Hewlett-Packard.